# Ривас, Оскар
Оскар Ривас Торрес (исп. Oscar Rivas Torres; род. 6 июня 1987, Валье-дель-Каука, Колумбия) — колумбийский боксёр-профессионал, выступающий в бриджервейте и в тяжёлой весовых категориях. Участник Олимпийских игр (2008), серебряный призёр Панамериканских игр (2007), панамериканский чемпион (2008), чемпион Колумбии (2008) в любителях. Среди профессионалов бывший чемпион мира по версии WBC (2021—2023) в бриджервейте, и бывший чемпион по версиям IBF International (2019), WBC NABF (2017—2019) и WBO NABO (2019) в тяжёлом весе.
На июль 2019 года по рейтингам основных международных боксёрских организаций занимал 5-ю строчку рейтинга WBO, 7-ю строку рейтинга WBA, 8-ю строку рейтинга IBF и 10-ю строку рейтинга WBC — входя в ТОП-10 лучших тяжеловесов всего мира.

## Любительская карьера
В 2007 году стал серебряным призёром Панамериканских игр.
В 2008 году представлял Колумбию на Олимпийских играх в Пекине, выступая в категории свыше 91 кг. И в первом раунде соревнований победил болгарина Кубрата Пулева со счётом 11/5. Но в четвертьфинале, в довольно равном бою, уступил итальянцу Роберто Каммарелле со счётом 5/9.

## Профессиональная карьера
Дебютировал на профессиональном ринге 28 августа 2009 года, одержав победу техническим нокаутом в 3-м раунде.
28 сентября 2017 года нокаутировал в 1-м раунде бывшего претендента на титул чемпиона мира в тяжёлом весе костариканца Карла Дэвиса Драмонда и завоевал вакантный титул чемпиона Северной Америки по версии NABF в тяжёлом весе.
18 января 2019 года нокаутировал в 12-м раунде бывшего претендента на титул чемпиона мира в тяжёлом весе американца Брайанта Дженнингса.

### Скандальный бой с Диллианом Уайтом
20 июля 2019 года в Лондоне (Великобритания) состоялся бой Риваса с опытным британцем Диллианом Уайтом. На кону боя стоял титул «временного» чемпиона мира по версии WBC и официальный статус обязательного претендента на полноценный титул чемпиона мира в тяжёлом весе. Уайт побывал в нокдауне в 9-м раунде, и несмотря на это Диллиан Уайт все же победил единогласным решением судей (счёт судей: 111—116, 112—115 дважды).
Но после боя выяснилось, что Диллиан Уайт провалил допинг-тест в преддверии боя — 17 июля UKAD (Британское антидопинговое агентство) опубликовало данные о том, что в допинг-пробе бойца были найдены следы стероида метандиенона (дианобол). Мало того выяснилось, что в 2012 году в его организме уже были выявлены следы запрещённого жиросжигателя метилгексанеамина и тогда он получил дисквалификацию на 2 года. После этого в WBC приостановили статус Диллиана Уайта как «временного» чемпиона мира и обязательного претендента на полноценный титул чемпиона мира, а за повторное нарушение правил ему грозит дисквалификация сроком до 4 лет.

### Чемпионский бой с Райаном Розицким
22 октября 2021 в Монреале (Канада) единогласным решением судей (счёт: 116—111, 115—112 дважды) победил небитого канадского боксёра Райана Розицки, и завоевал вакантный титул чемпиона мира по версии WBC в новом весе бриджервейт (до 101,6 кг).
6 января 2023 года Оскар Ривас был объявлен чемпионом в отпуске (из-за травмы) до объявения решения относительно своего будущего.

## Статистика профессиональных боёв
В таблице перечислены результаты всех поединков боксёров.
В каждой строке указан результат поединка. Дополнительно номер поединка обозначен цветом, который обозначает итог поединка. Расшифровка обозначений и цветов представлена в нижеследующей таблице.
| Пример | Расшифровка                     |
| ------ | ------------------------------- |
|        | Победа                          |
|        | Ничья                           |
|        | Поражение                       |
|        | Планируемый поединок            |
|        | Поединок признан несостоявшимся |
| КО     | Нокаут                          |
| ТКО    | Технический нокаут              |
| PTS    | Решение судей (по очкам)        |
| UD     | Единогласное решение судей      |
| MD     | Решение большинства судей       |
| SD     | Раздельное решение судей        |
| RTD    | Отказ от продолжения боя        |
| DQ     | Дисквалификация                 |
| NC     | Поединок признан несостоявшимся |

| 29 поединков, 28 побед (19 нокаутом), 1 поражение. | 29 поединков, 28 побед (19 нокаутом), 1 поражение. | 29 поединков, 28 побед (19 нокаутом), 1 поражение. | 29 поединков, 28 побед (19 нокаутом), 1 поражение. | 29 поединков, 28 побед (19 нокаутом), 1 поражение.                               | 29 поединков, 28 побед (19 нокаутом), 1 поражение. | 29 поединков, 28 побед (19 нокаутом), 1 поражение.                                                                                           |
| Бой                                                | Рекорд                                             | Дата                                               | Соперник                                           | Место боя                                                                        | Результат                                          | Данные о бое |
| -------------------------------------------------- | -------------------------------------------------- | -------------------------------------------------- | -------------------------------------------------- | -------------------------------------------------------------------------------- | -------------------------------------------------- | --- |
| 29                                                 | 28-1                                               | 22 октября 2021                                    | Райан Розицкий (13-0)                              | Olympia Theatre, Монреаль, Квебек, Канада                                        | UD 12                                              | Счёт: 116-111, 115-112 (дважды). Завоевал вакантный титул чемпиона мира по версии WBC в новом весе бриджервейт.                              |
| 28                                                 | 27-1                                               | 16 марта 2021                                      | Сильвера Луис (2) (8-5)                            | Hotel Plaza Quebec, Квебек, Квебек, Канада                                       | RTD 3 (8), 3:00                                    | |
| 27                                                 | 26-1                                               | 20 июля 2019                                       | Диллиан Уайт (25-1)                                | O2 Арена, Лондон, Великобритания                                                 | UD 12                                              | Счёт: 111-116, 112-115 (дважды). Бой за вакантный титул временного чемпиона мира по версии WBC в тяжёлом весе. Уайт в нокдауне в 9-м раунде. |
| 26                                                 | 26-0                                               | 18 января 2019                                     | Брайант Дженнингс (24-2)                           | Turning Stone Resort & Casino, Верона, штат Нью-Йорк, США                        | TKO 12 (12), 0:54                                  | Бой за титулы IBF International (1-я защита Дженнингса), WBO NABO (1-я защита Дженнингса) и NABF (3-я защита Риваса) в тяжёлом весе.         |
| 25                                                 | 25-0                                               | 1 декабря 2018                                     | Фабио Мальдонадо (26-0)                            | Centre Videotron, Квебек, Квебек, Канада                                         | UD 10 (10)                                         | Счёт: 100-89, 99-90 (дважды). Защитил титула NABF в тяжёлом весе (2-я защита Риваса).                                                        |
| 24                                                 | 24-0                                               | 19 мая 2018                                        | Эрв Юбо (29-2)                                     | Эйр Канада-центр, Торонто, Онтарио, Канада                                       | UD 10                                              | Защитил титул NABF в тяжёлом весе (1-я защита Риваса). Счёт: 99-91 и 100-90 (дважды).                                                        |
| 23                                                 | 23-0                                               | 19 апреля 2018                                     | Серхио Рамирес Марин (16-5)                        | Montreal Casino, Монреаль, Квебек, Канада                                        | RTD 2 (8), 3:00                                    | |
| 22                                                 | 22-0                                               | 14 декабря 2017                                    | Габриель Энгема (8-3)                              | Palais des sports Marcel-Cerdan, Леваллуа-Перре, О-де-Сен, Иль-де-Франс, Франция | PTS 10 (10)                                        | Счёт: 98-92. |
| 21                                                 | 21-0                                               | 28 сентября 2017                                   | Карл Дэвис Драмонд (31-4)                          | Montreal Casino, Монреаль, Квебек, Канада                                        | KO 1 (10), 1:08                                    | Завоевал вакантный титул чемпиона Северной Америки по версии NABF в тяжёлом весе.                                                            |
| 20                                                 | 20-0                                               | 29 июля 2016                                       | Джеремайя Карпенси (12-0-1)                        | Centre Videotron, Квебек, Квебек, Канада                                         | TKO 3 (10), 1:49                                   | |
| 19                                                 | 19-0                                               | 4 июня 2016                                        | Джереми Бейтс (26-17-1)                            | Белл-центр, Монреаль, Квебек, Канада                                             | TKO 1 (8), 1:47                                    | |
| 18                                                 | 18-0                                               | 28 ноября 2015                                     | Джоуи Абель (31-8)                                 | Centre Videotron, Квебек, Квебек, Канада                                         | KO 2 (10), 0:46                                    | |
| 17                                                 | 17-0                                               | 26 июня 2015                                       | Джейсон Петтавей (17-2)                            | Little Creek Casino Resort, Шелтон, Вашингтон, США                               | TKO 1 (8), 2:25                                    | |
| 16                                                 | 16-0                                               | 4 апреля 2015                                      | Озджан Четинкая (21-9-2)                           | Pepsi Coliseum, Квебек, Квебек, Канада                                           | TKO 1 (8), 1:39                                    | |
| 15                                                 | 15-0                                               | 23 сентября 2014                                   | Эрик Баррак (8-1)                                  | Montreal Casino, Монреаль, Квебек, Канада                                        | TKO 2 (8), 3:00                                    | |
| 14                                                 | 14-0                                               | 22 августа 2014                                    | Даниэль Кота (17-5-1)                              | Complexe Sportif Sportscene, Мон-Сент-Илер, Квебек, Канада                       | TKO 5 (6), 2:05                                    | |
| 13                                                 | 13-0                                               | 18 января 2014                                     | Шон Кокс (17-4)                                    | Белл-центр, Монреаль, Квебек, Канада                                             | TKO 3 (8)                                          | |
| 12                                                 | 12-0                                               | 14 декабря 2012                                    | Ласло Пецели (4-2-1)                               | Белл-центр, Монреаль, Квебек, Канада                                             | KO 1 (8)                                           | |
| 11                                                 | 11-0                                               | 8 июня 2012                                        | Сильвера Луис (4-1)                                | Белл-центр, Монреаль, Квебек, Канада                                             | SD 8 (8)                                           | Счёт судей: 75/77, 78/74, 79/73. |
| 10                                                 | 10-0                                               | 20 апреля 2012                                     | Стефан Тессье (3-27-1)                             | Белл-центр, Монреаль, Квебек, Канада                                             | UD 6                                               | Счёт судей: 60/52 и 60/53 (дважды). |
| 9                                                  | 9-0                                                | 18 февраля 2012                                    | Ивица Перкович (15-12)                             | Белл-центр, Монреаль, Квебек, Канада                                             | TKO 3 (8)                                          | |
| 8                                                  | 8-0                                                | 10 декабря 2011                                    | Мэттью Грир (14-7)                                 | Белл-центр, Монреаль, Квебек, Канада                                             | TKO 3 (8)                                          | |
| 7                                                  | 7-0                                                | 20 октября 2011                                    | Эдгарс Калнарс (21-23)                             | Белл-центр, Монреаль, Квебек, Канада                                             | KO 1 (6)                                           | |
| 6                                                  | 6-0                                                | 21 мая 2011                                        | Жолт Затурецки (3-0)                               | Белл-центр, Монреаль, Квебек, Канада                                             | TKO 1 (6)                                          | |
| 5                                                  | 5-0                                                | 8 апреля 2011                                      | Вильфридо Леаль (7-5-2)                            | Белл-центр, Монреаль, Квебек, Канада                                             | KO 6 (6)                                           | |
| 4                                                  | 4-0                                                | 11 февраля 2011                                    | Дэвид Уиттом (11-13-1)                             | Белл-центр, Монреаль, Квебек, Канада                                             | MD 4                                               | Счёт судей: 38/38, 39/37, 40/36. |
| 3                                                  | 3-0                                                | 7 ноября 2009                                      | Рамон Хайес (15-28-1)                              | Montreal Casino, Монреаль, Квебек, Канада                                        | UD 4                                               | Счёт судей: 40/36 (все). |
| 2                                                  | 2-0                                                | 3 октября 2009                                     | Стефан Тессье (3-22-1)                             | Montreal Casino, Монреаль, Квебек, Канада                                        | UD 4                                               | Счёт судей: 40/34 и 40/35 (дважды). |
| 1                                                  | 1-0                                                | 28 августа 2009                                    | Джо Стофле (11-18-2)                               | Montreal Casino, Монреаль, Квебек, Канада                                        | TKO 3 (4)                                          | |
| Бой                                                | Рекорд                                             | Дата                                               | Соперник                                           | Место боя                                                                        | Результат                                          | Данные о бое |